# Wyspy Balleny’ego
Wyspy Balleny’ego (ang. Balleny Islands) – niezamieszkany archipelag pochodzenia wulkanicznego leżący blisko (300 km) południowego koła podbiegunowego, zaliczane do terytorium Dependencji Rossa, fragmentu Antarktyki, do którego rości sobie prawa Nowa Zelandia.
Wyspy Balleny’ego rozciągają się od 66°15' do 67°35'S oraz 162°30' do 165°00'E długości geograficznej. W skład archipelagu wchodzą trzy wyspy główne:
- Wyspa Sturge’a[1] o powierzchni 437,4 km², na której znajduje się najwyższy punkt archipelagu, szczyt Russell Peak wznoszący się na 1524 m n.p.m. Do dziś nie udało się go zdobyć.
- Wyspa Younga[1] o powierzchni 225,4 km². Przybrzeżne wysepki to: Row i Borradaile oraz skały: Seal, Pillar i Beale Pinnacle.
- Wyspa Buckle’a[1] o powierzchni 123,6 km². Przybrzeżne wysepki to: Sabrina, Scott Cone, Eliza Cone i Chinstrap oraz skała The Monolith.

Wyspy odkrył w 1838 r. kapitan angielskiego szkunera (Eliza Scott) John Balleny wraz z Thomasem Freemanem (statek Sabrina). Ten drugi 9 lutego 1839 roku stanął na wysepce Sabrina. Freeman był pierwszym człowiekiem, który stanął na lądzie w całym kole antarktycznym.
Na wyspach panuje klimat okołobiegunowy, 95% lądu pokrywa lód.